# Friedrich-Märker-Preis
Der Friedrich-Märker-Preis für Essayisten war ein nach dem bayerischen Essayisten und NS-Rassentheoretiker Friedrich Märker benannter deutscher Literaturpreis. Von 1986 bis 2002 vergab ihn jährlich die „Münchner Stiftung zur Förderung des Schrifttums“. Nachfolger ist der 2019 erstmals vergebene Regensburger Preis für Essayistik.

## Geschichte
Der Preis war Nachfolger des „Dichterpreises“ (gegründet 1950, voller Name: Dichterpreis der Stiftung zur Förderung des Schrifttums e. V.) der von Märker begründeten Stiftung, deren Präsident Alfons von Czibulka war. Der Dichterpreis wurde durch den Bayerischen Rundfunk gefördert und war mit 5.000 DM dotiert. Zu den Preisträgern gehörten u. a. Uwe Dick, Marieluise Fleißer, Leonhard Frank, Wolfgang Koeppen, Max Peinkofer, Ruth Rehmann, Paula Schlier und Siegfried von Vegesack.
Außerdem vergab die Stiftung ab 1975 den undotierten Silbergriffel „für besondere Verdienste um die Vermittlung und Verbreitung des Schrifttums“.
Nach dem Tod des Stiftungsgründers 1985 wurde ihm zu Ehren der Essaypreis geschaffen, anfangs neben weiteren Ehrengaben vergeben. Die Dotierung betrug zuletzt 4.000 Euro. Neben einzelnen Kulturschaffenden gehörten der Jury Vertreter des Bayerischen Rundfunks, der Bayerischen Akademie der Schönen Künste und des Tukan-Kreises an.
2002 wurde vorerst letztmals ein Preis verliehen. Es trat eine Phase der Inaktivität ein, die erst 2019, unter neuem Namen, beendet wurde. In Kooperation mit der Stadt Regensburg wurde der neue, mit 5.000 Euro dotierte „Regensburger Preis für Essayistik“ vergeben. Bernhard Lübbers, Direktor der Staatlichen Bibliothek Regensburg, ließ 2019 ein 80-seitiges Gutachten über die NS-Vergangenheit von Friedrich Märker erstellen und gründete mit dem alten Stiftungsvermögen die „Stiftung zur Förderung der Essayistik“ in Regensburg.

## Preisträger bis 2002
- 1987 Martin Gregor-Dellin
- 1988 Horst Krüger
- 1989 Carl Amery
- 1990 Harald Weinrich
- 1991 Reinhard Baumgart
- 1992 Eva Hesse
- 1993 Karl Heinz Kramberg
- 1994 Wieland Schmied
- 1995 Rüdiger Safranski
- 1996 Christoph Dieckmann
- 1997 Hans Krieger
- 1998 Konrad Adam
- 1999 Peter Sloterdijk
- 2000 Erwin Chargaff
- 2001 Peter von Matt
- 2002 Anita Albus

## Preisträger seit 2019
- 2019: Raoul Schrott
- 2022: Lisa Herzog
- 2024/2025: Sophie Schönberger